# 青山北湖工业园
北湖管委会街道，是中华人民共和国湖北省武汉市青山区下辖的一个乡镇级行政单位。

## 行政区划
北湖管委会街道下辖以下地区：
安智社区、安慧社区、安康社区和胜英社区。